# Gemäldegalerie Berlin
Gemäldegalerie Berlin (Obrazová galerie v Berlíně) je německá státní galerie, specializovaná na evropské malířství 13. – 18. století. Spolu s dalšími kulturními institucemi je umístěna v bývalém západním Berlíně na náměstí zvaném Kulturforum poblíž Braniborské brány.

## Budova
V roce 1986 byla vypsána soutěž na architektonické řešení nové budovy pro galerii, ve které zvítězil ateliér Hilmer und Sattler. Budova je postavena na přibližně pravoúhlém půdorysu.

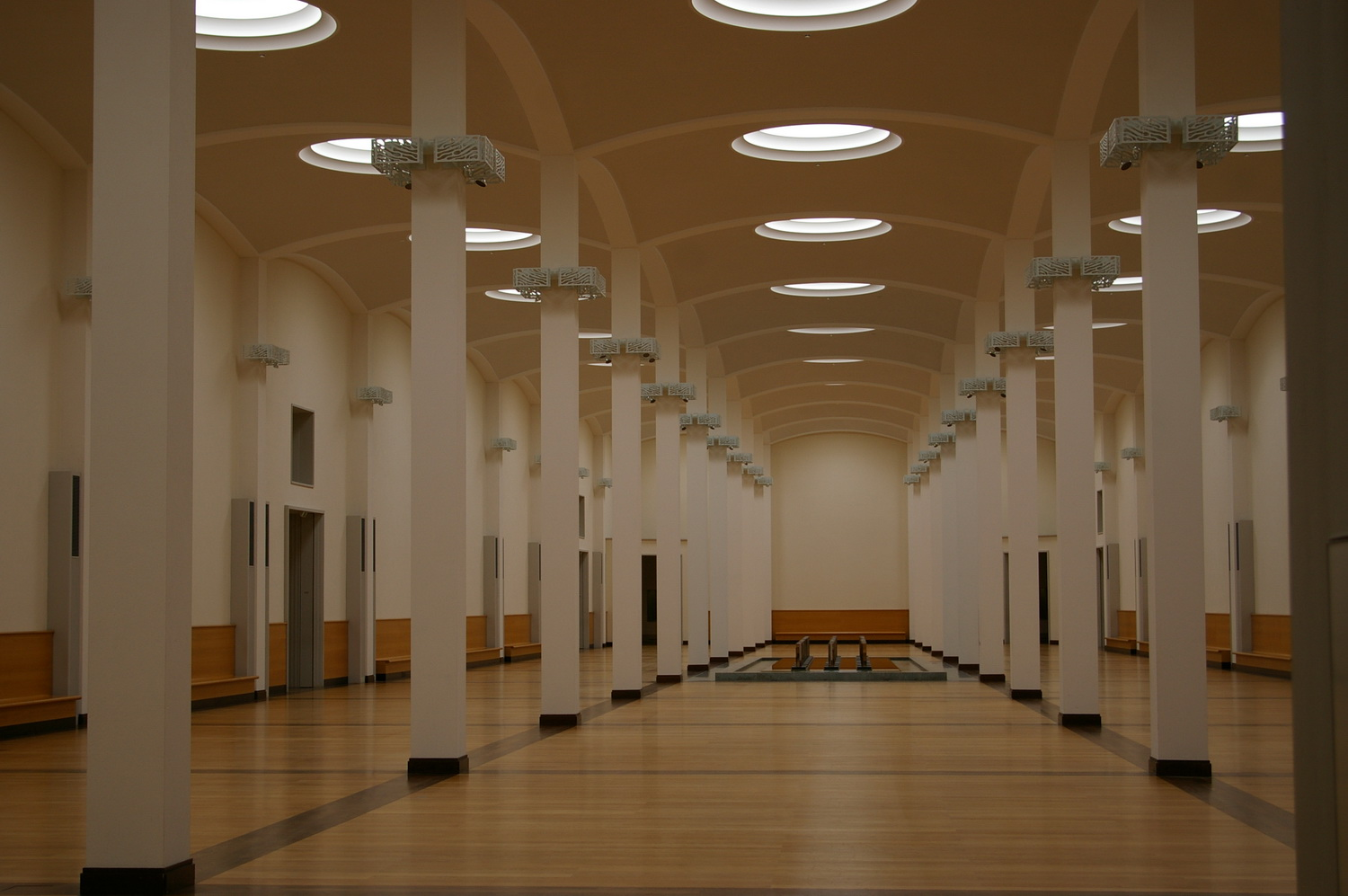
Hala

 Fasádu tvoří terakotové desky. Centrálním prostorem galerie je hala, rozdělená dvěma řadami sloupů. Je koncipována jako místo kontemplace, odpočinku a setkávání návštěvníků. Osvětlena je kruhovými okny ve stropě. Výstavní prostory (18 sálů a 41 kabinetů) jsou ve dvou půdorysových vrstvách rozprostřeny kolem dokola haly. Umožňují prezentaci 900 obrazů, dalších 400 obrazů je umístěno ve studijní galerii, která byla vyprojektována až v roce 1991 po sjednocení Německa.

## Dějiny galerie
Základy obrazárny položil pruský král Fridrich Vilém III., který v roce 1815 získal v Paříži z Giustinianiho sbírky soubor 157 obrazů, zastupujících zejména italské rané baroko. Týž panovník obohatil sbírku nákupem 3000 obrazů z majetku anglického obchodníka žijícího v Berlíně Edwarda Sollyho.

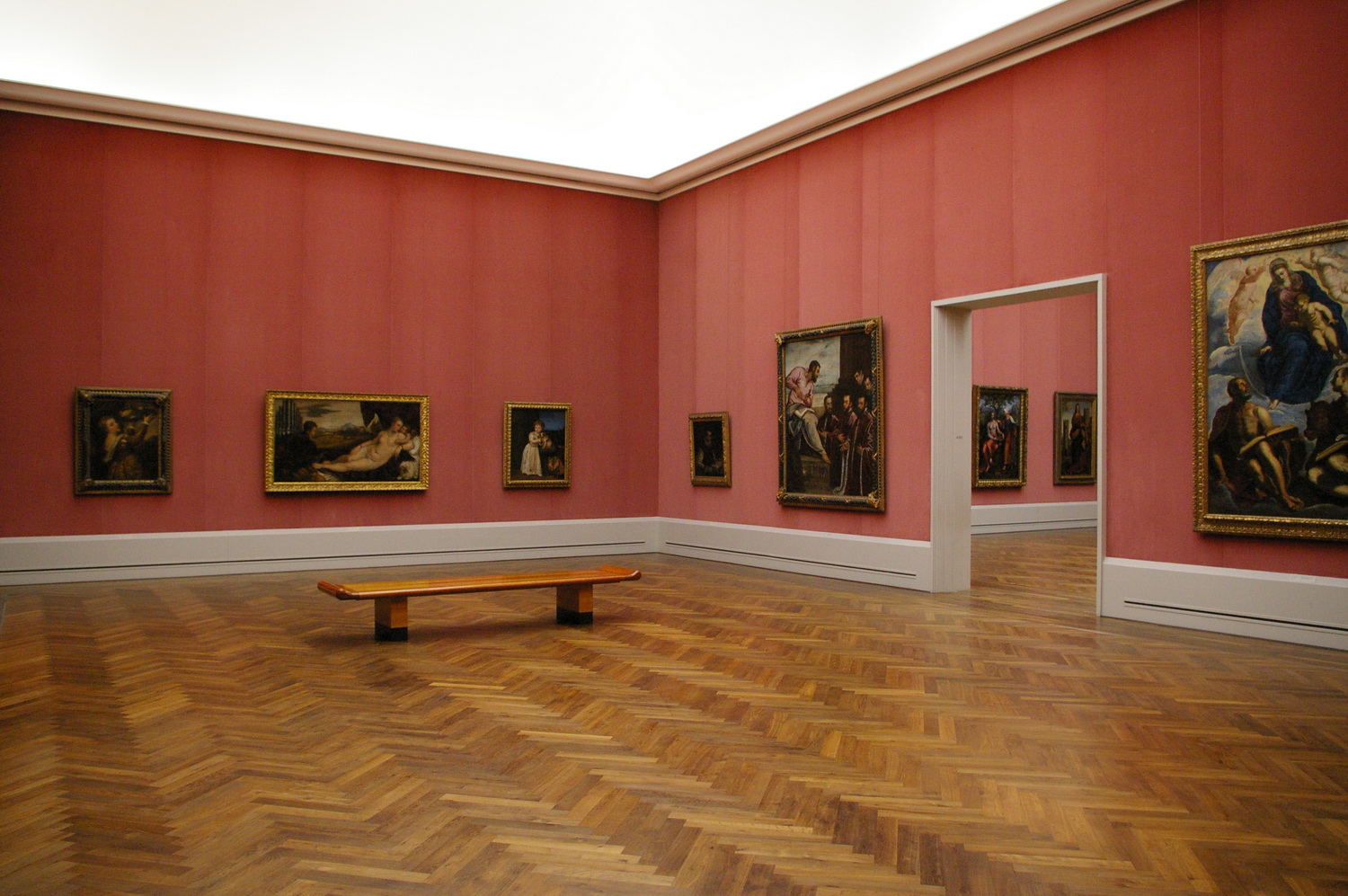
Instalace obrazů v galerii

 Také tento sběratel se orientoval na italské umění. První ředitel galerie Friedrich Waagen (1823–1868) a zejména pak Wilhelm von Bode (1890–1920) počet obrazů zredukovali ve prospěch jejich kvality a orientovali ústav na nákup kvalitních uměleckých děl, dokumentujících vývoj evropského malířství. Zejména v době ředitelství Bodeho se sbírka vyprofilovala přibližně do dnešní podoby. Do tohoto období spadají hlavní akvizice obrazů, mj. kolekce děl Rubensových a Rembrandtových (těch má galerie 16). V roce 1904 se galerie nastěhovala do nově postavené budovy Muzea císaře Friedricha, dnešního (od roku 1956) Bodeho muzea. Tuto novoklasicistní budovu na severním cípu Ostrova muzeí projektoval Ernst Eberhard von Ihne. V té době bylo ve sbírkách galerie kolem 3600 obrazů.
Během druhé světové války byla sbírka evakuována a rozptýlena, přesto utrpěla značné ztráty. Asi 230 obrazů bylo odvezeno jako válečná kořist do SSSR, část obrazů byla jako majetek spolkového státu Prusko od roku 1956 vystavena v nově postavené budově ve čtvrti západního Berlína Dahlem. Po znovusjednocení Německa, v roce 1992, byly opět všechny tři části sbírky spojeny. Galerie dnes vlastní přibližně 3000 obrazů, z nichž je asi 1500 vystaveno ve stálé expozici.

## Sbírkový fond
Obrazy jsou rozděleny do šesti základních celků:
- německé malířství 13. – 16. století, mj. Albrecht Dürer, Hans Holbein mladší, Lucas Cranach
- nizozemské a francouzské malířství 14. – 16. století, mj. Jan van Eyck, Pieter Brueghel, Hieronymus Bosch
- vlámské a holandské malířství 17. století, mj. Peter Paul Rubens, Rembrandt, Jan Vermeer
- italské malířství 13. – 16. století, mj. Sandro Botticelli, Raffael Santi, Tizian
- italské malířství 17. – 18. století, německé, francouzské a španělské malířství 17. století, mj. Caravaggio, Diego Velázquez, Nicolas Poussin
- francouzské, anglické a německé malířství 18. století, mj. Thomas Gainsborough, Antoine Watteau, Joshua Reynolds

## Výběr z významných obrazů vystavených v galerii

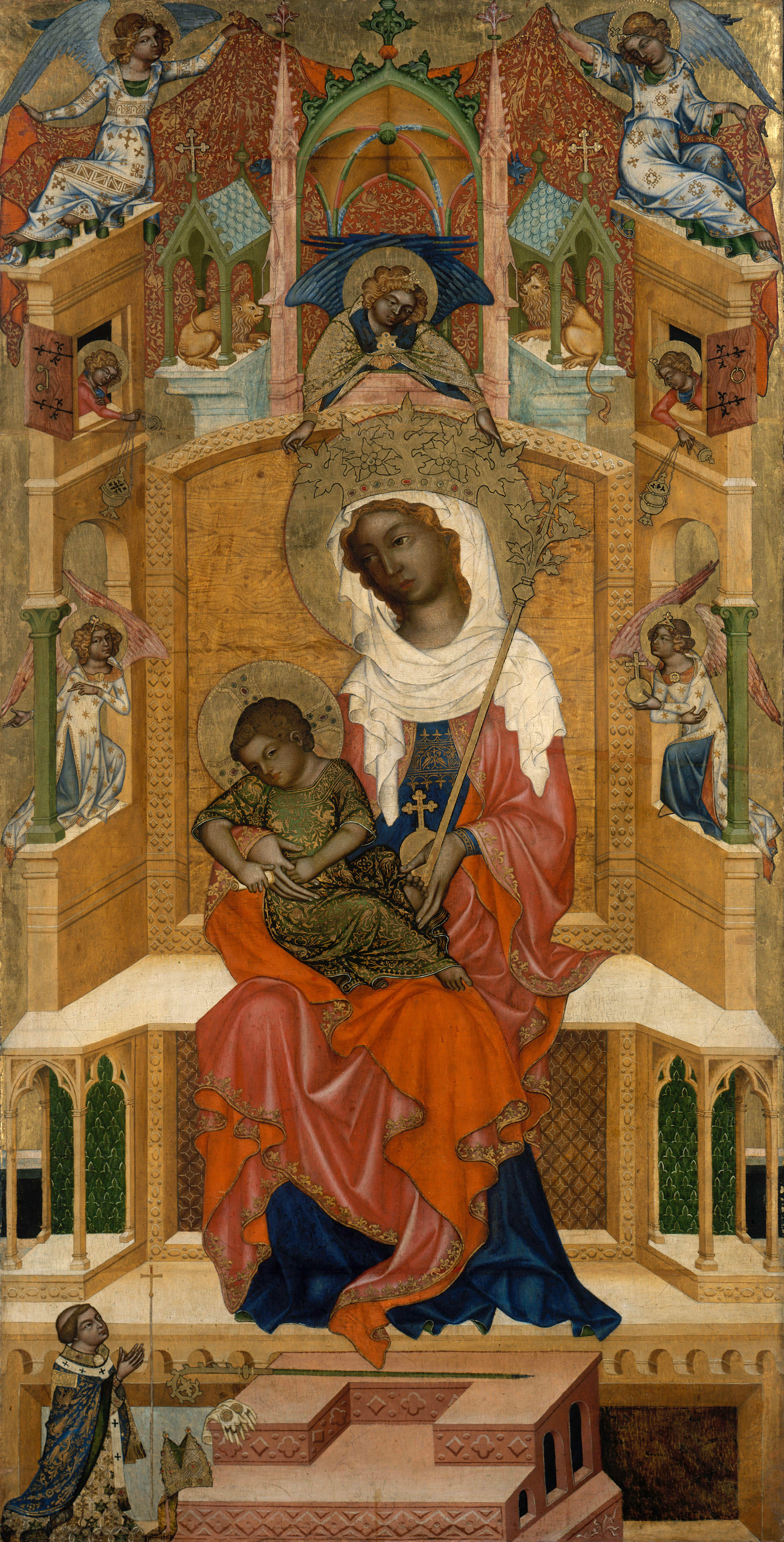
Madona kladská, český mistr kolem 1345
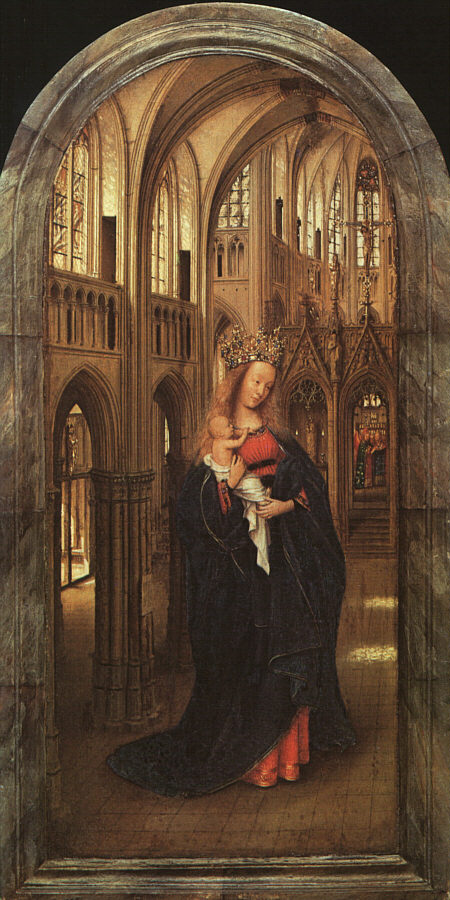
Jan van Eyck, Madona v kostele, kolem 1425
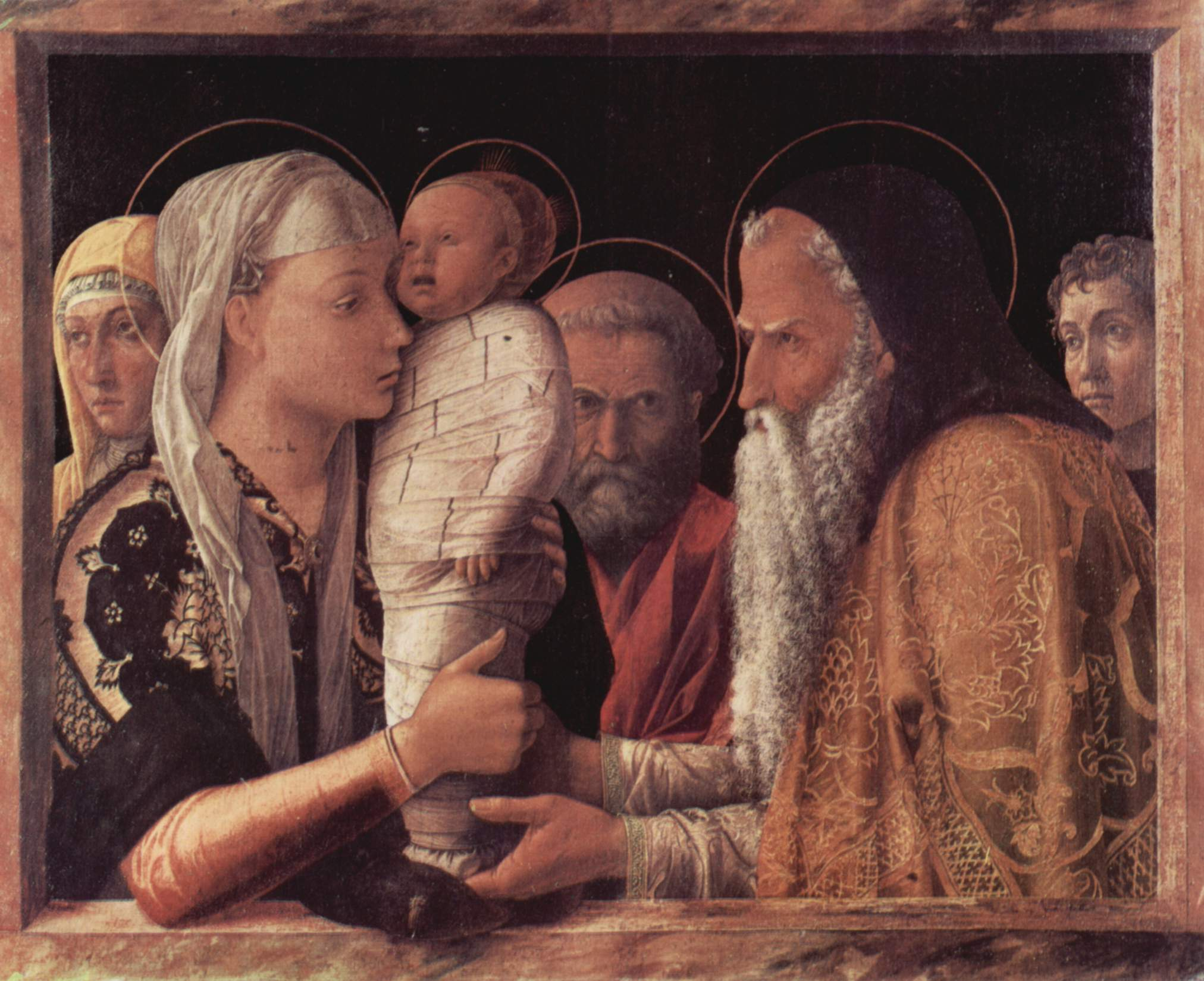
Andrea Mantegna, Představení Ježíše v chrámu, 1465/1466
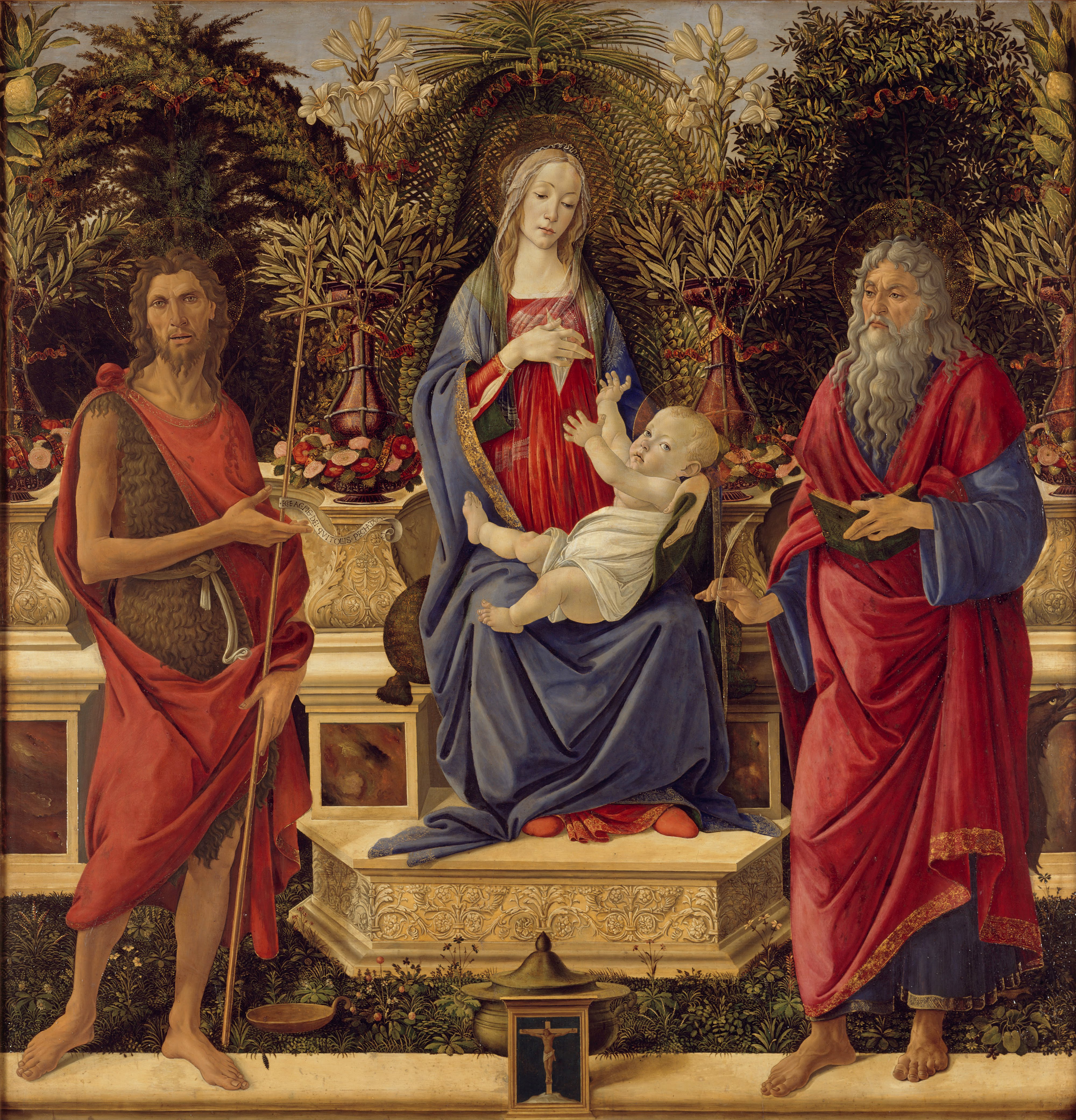
Sandro Botticelli, Madona se světci (1485)
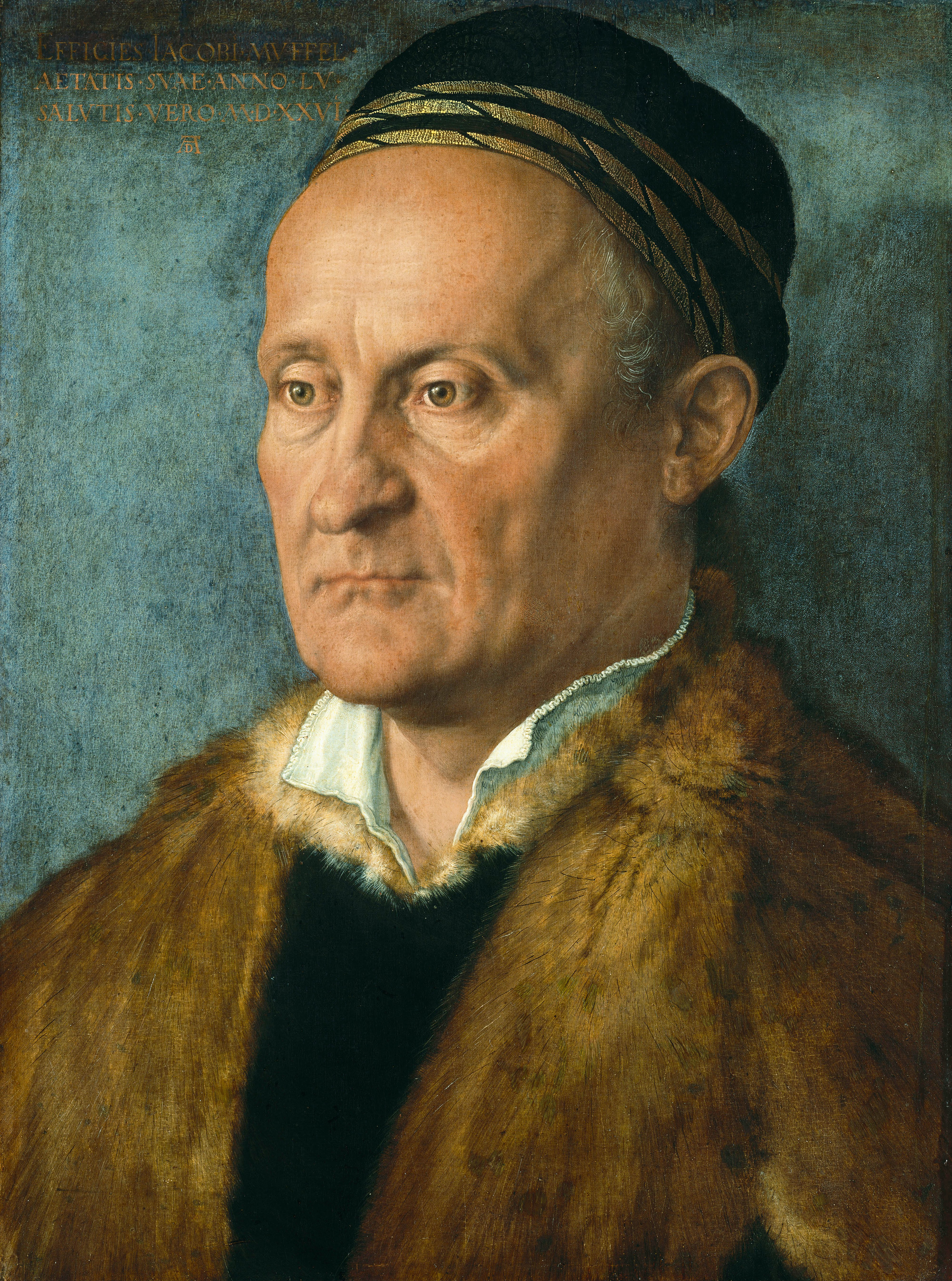
Albrecht Dürer, Jakob Muffel (1526)
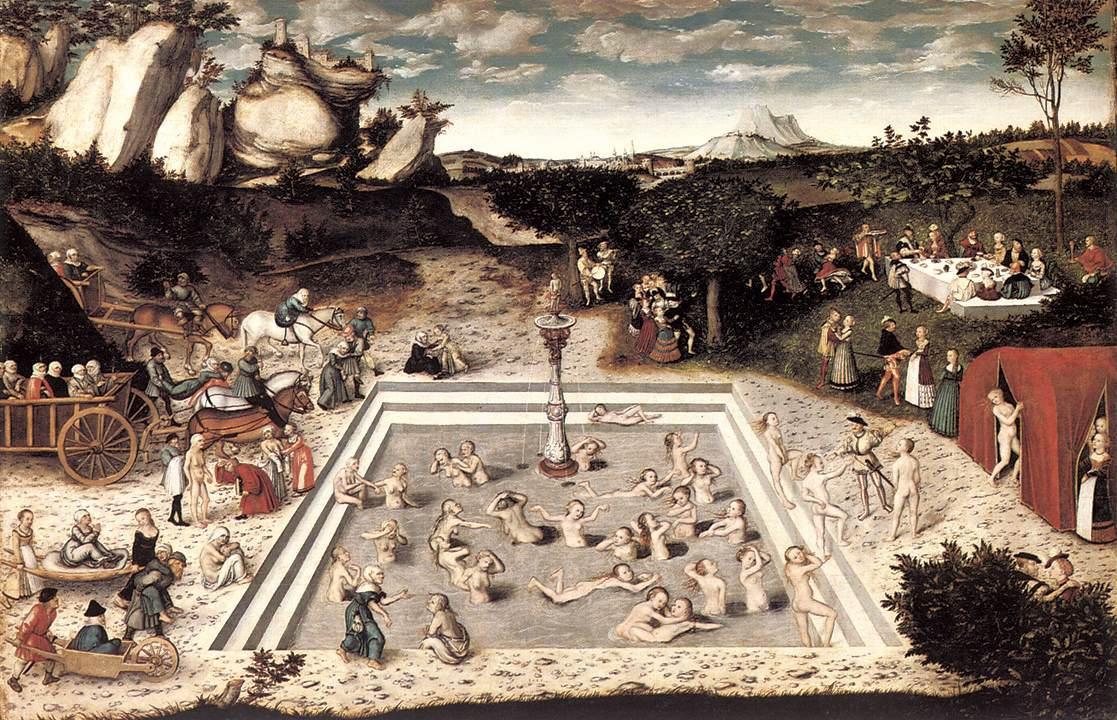
Lucas Cranach starší, Studnice mládí, 1546
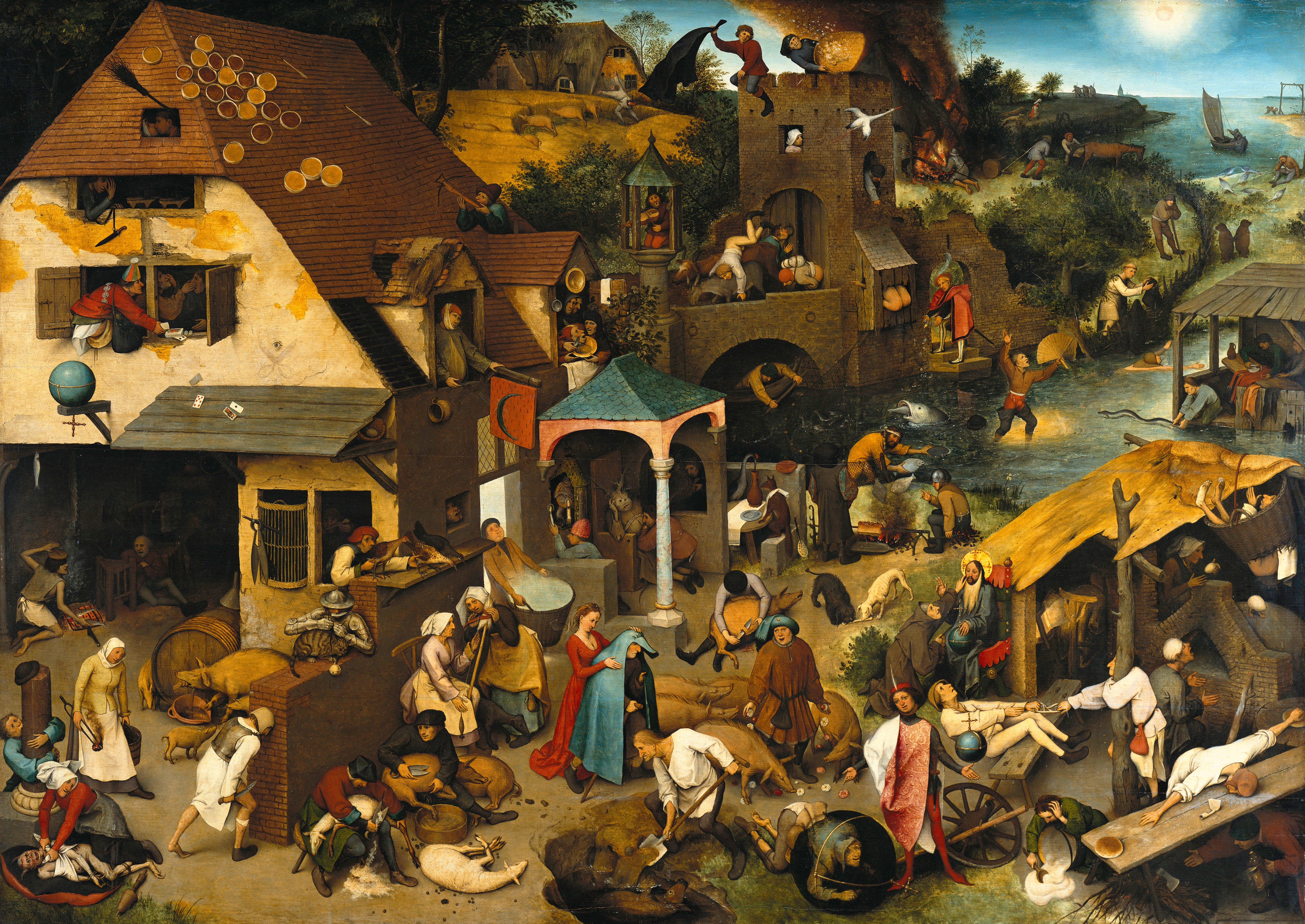
Pieter Brueghel, Holandská přísloví (1559)
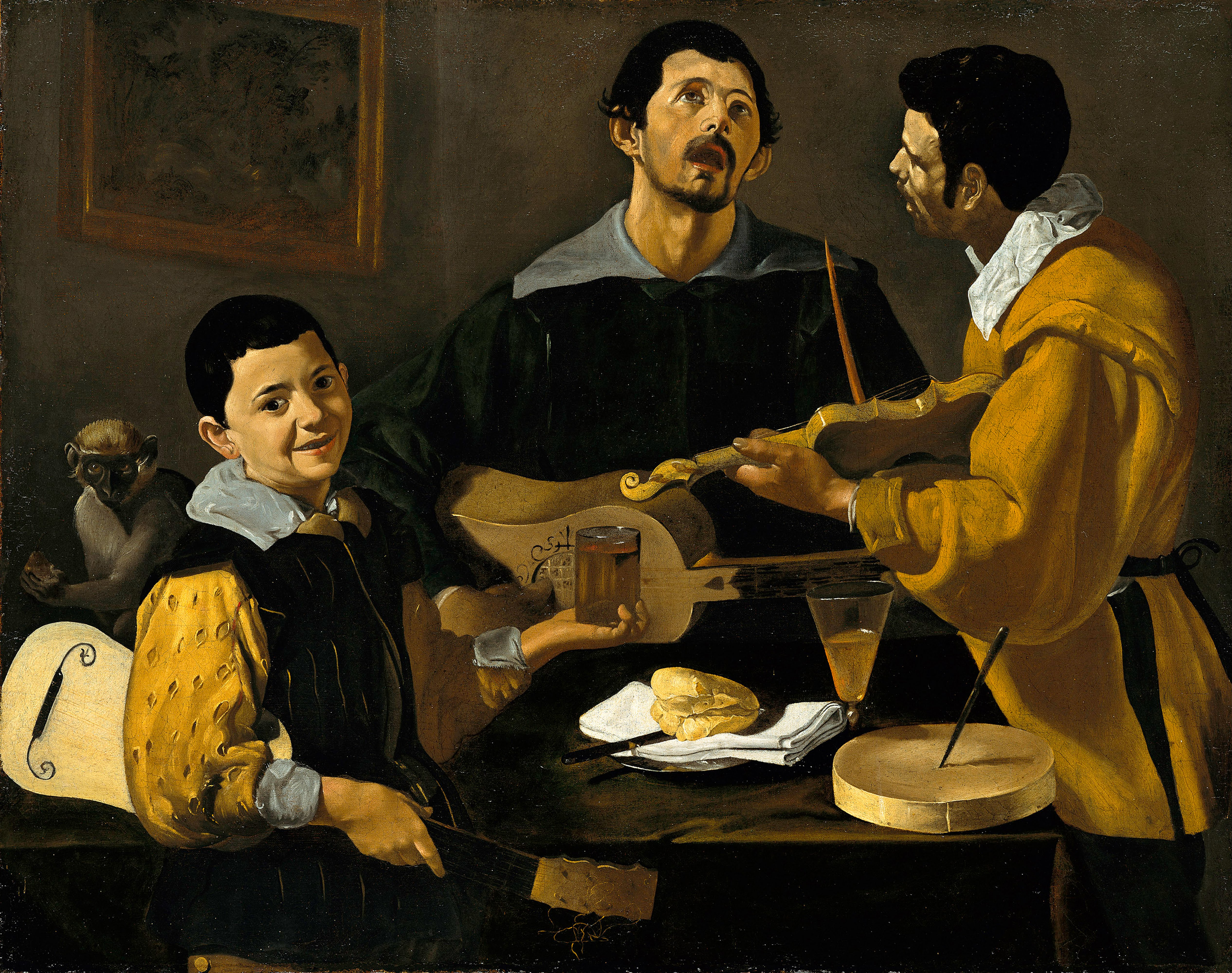
Diego Velázquez, Tři hudebníci (1618)
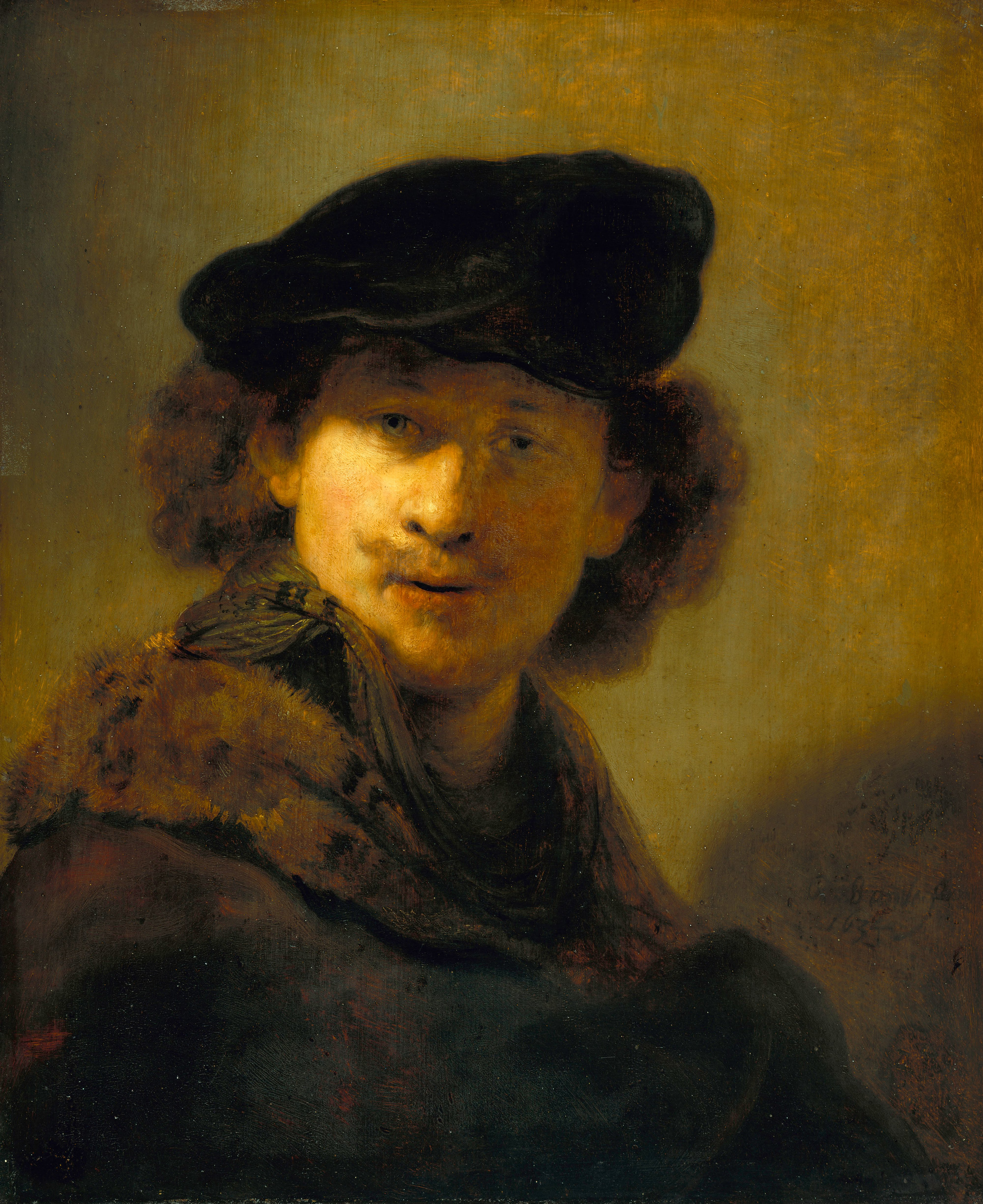
Rembrandt, Autoportrét v sametovém baretu (1634)
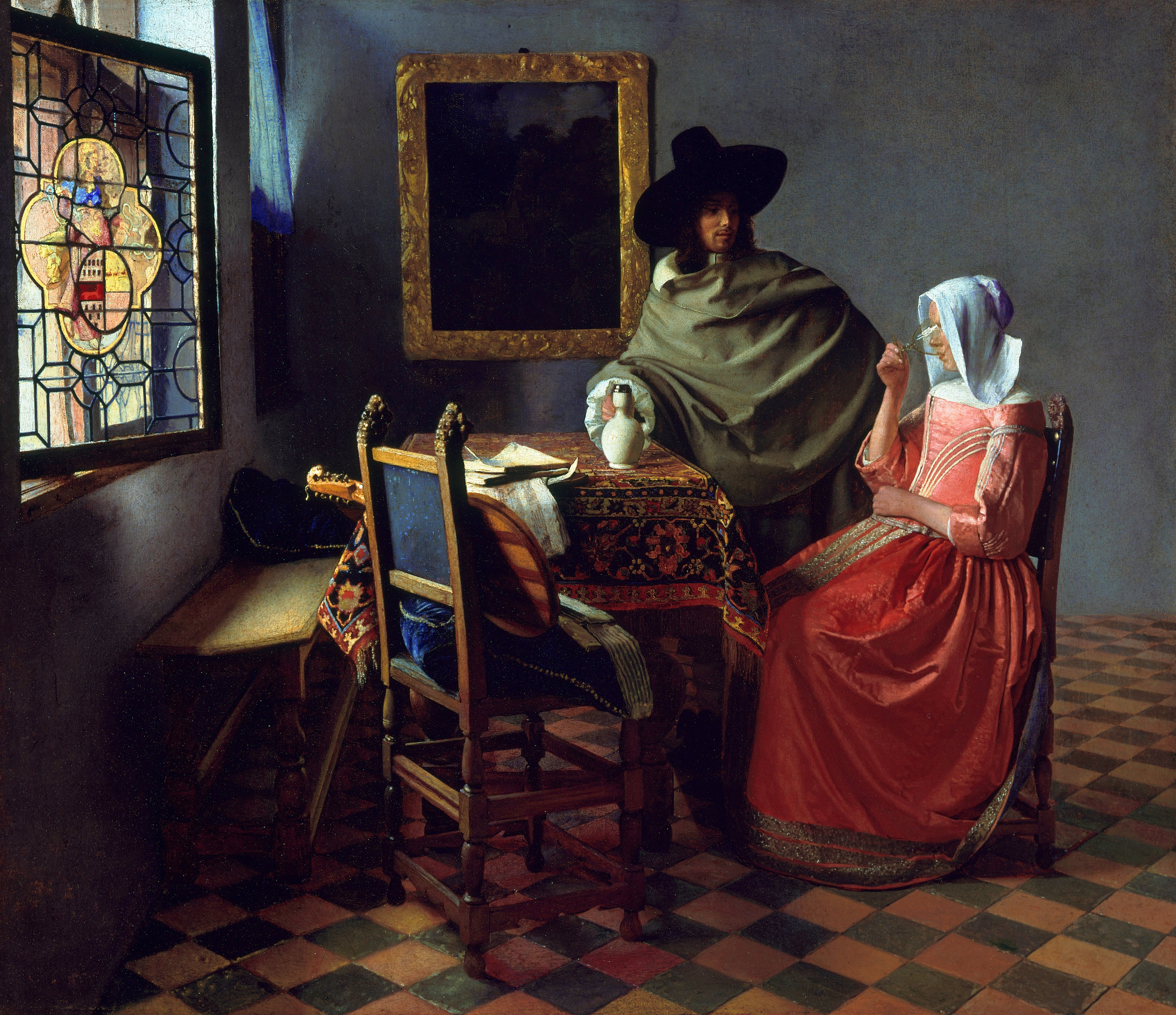
Jan Vermeer, Sklenice vína (1661)
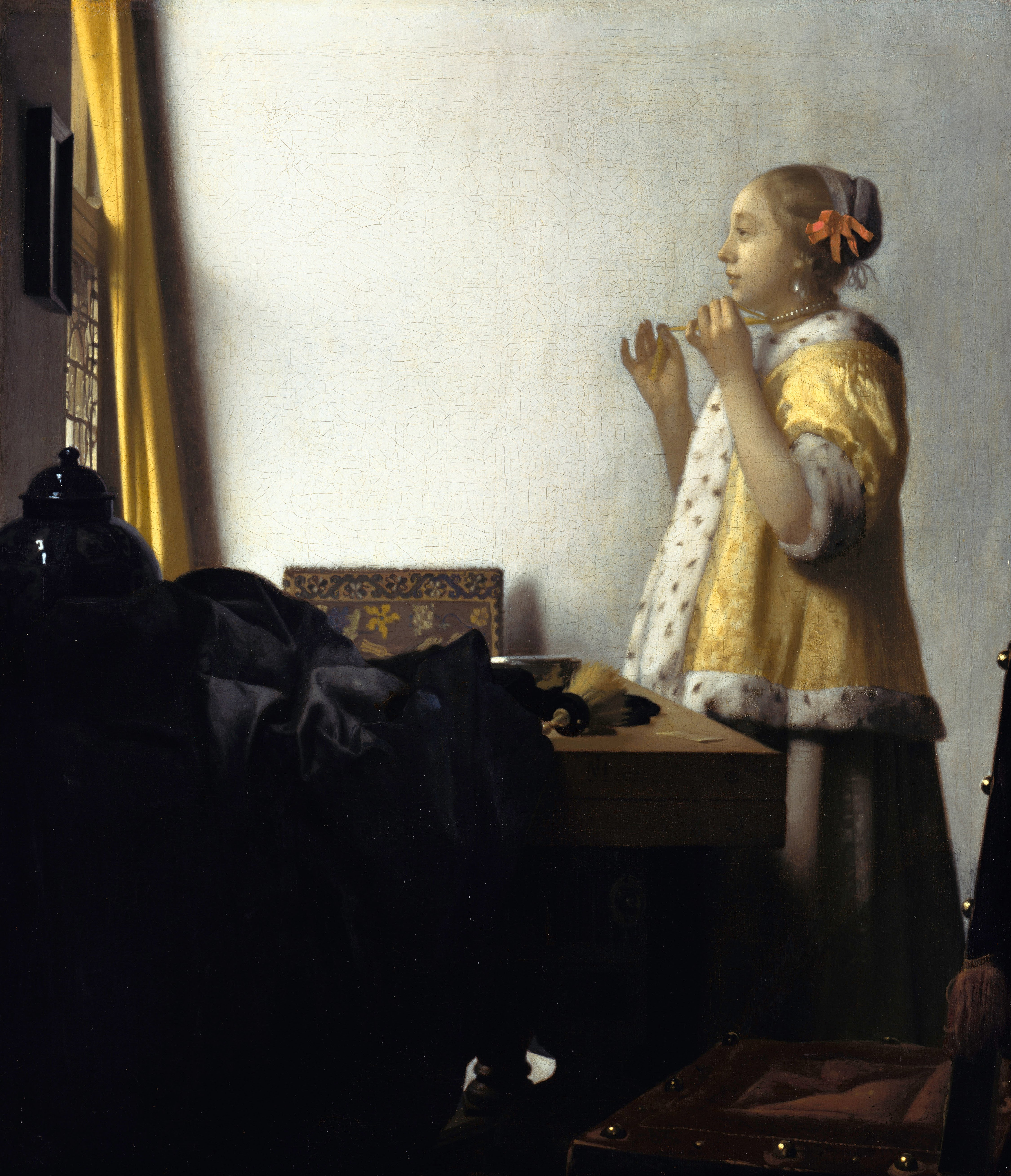
Jan Vermeer, Žena se šňůrou perel (1661)
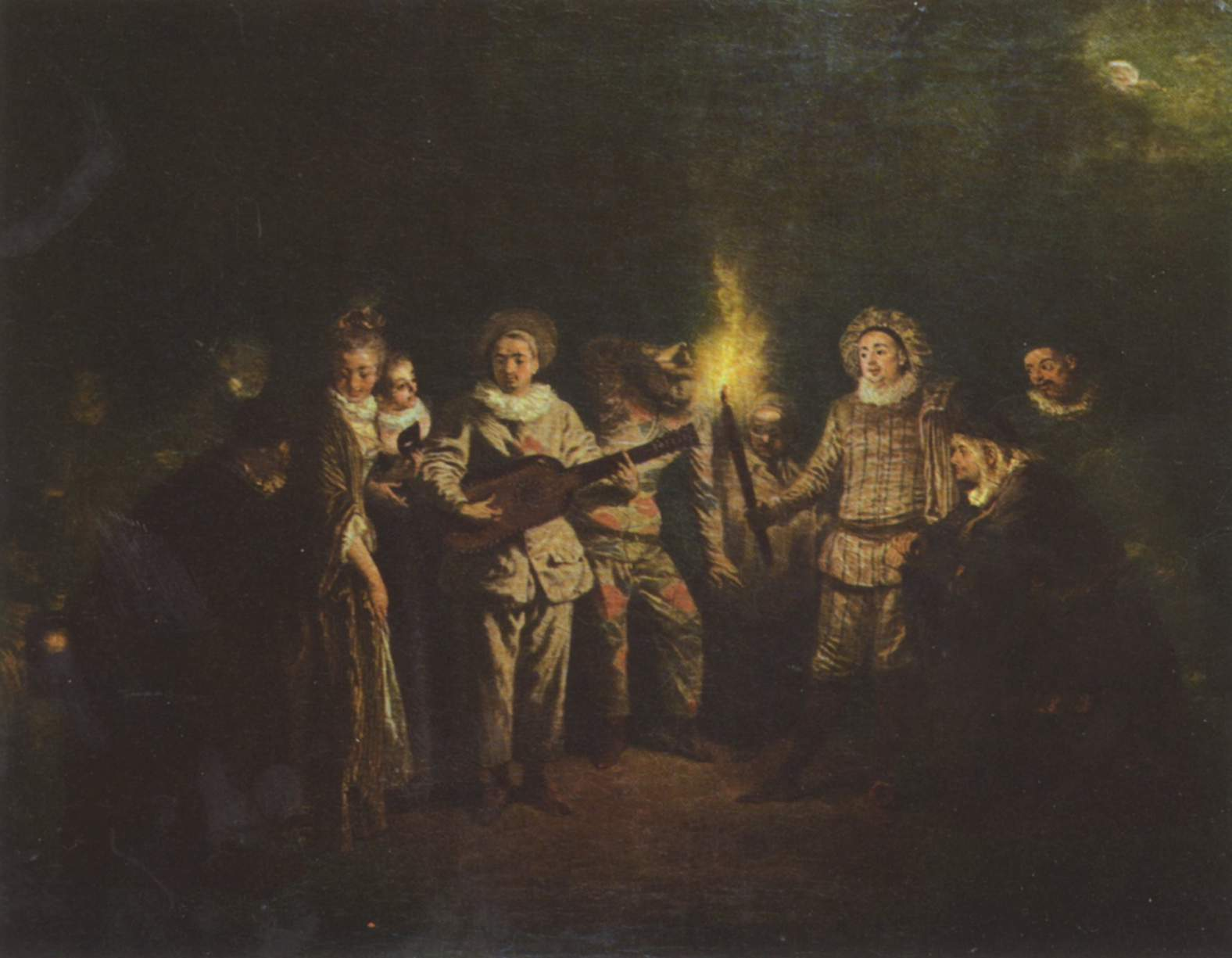
Antoine Watteau, Italská komedie, po 1716 (?),